# فال دي تراباغا-تراباغاران
بلدية فال دي تراباغا-تراباغاران (بالإسبانية: Valle de Trápaga)‏ (بالباسكية:Trapagaran) هي بلدية تقع في مقاطعة بيسكاي, التي تقع في منطقة الباسك شمالي إسبانيا.

## وصلات خارجية
- (بالإسبانية)